# Hammondantus psammophilus
Hammondantus psammophilus är en skalbaggsart som beskrevs av Yves Cambefort 1978. Hammondantus psammophilus ingår i släktet Hammondantus och familjen bladhorningar. Inga underarter finns listade i Catalogue of Life.